# Richard Collinson

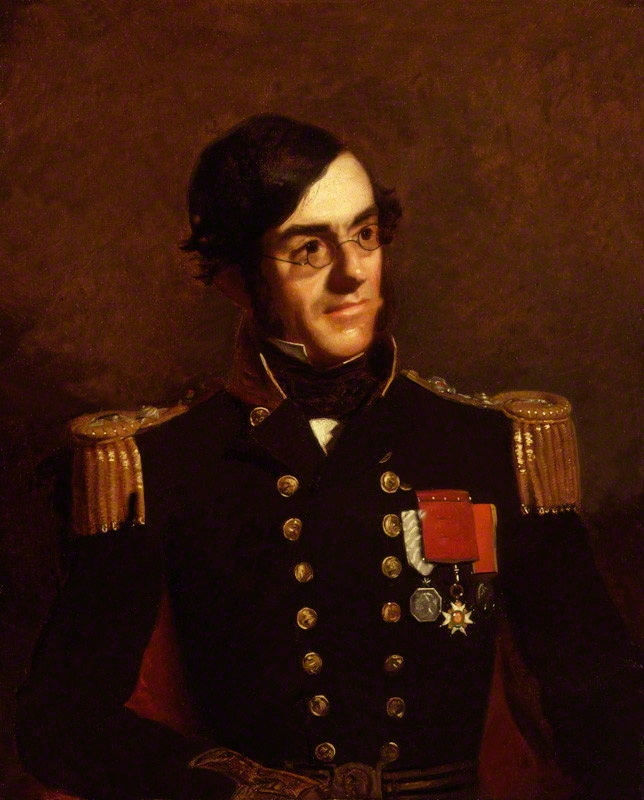
Richard Collinson.

Richard Collinson, född 7 november 1811, död 13 september 1883, var en brittisk sjöofficer och polarforskare.
Collinson deltog 1828 i en expedition till Sydshetland och sändes 1849 med två skepp att undsätta John Franklins nordvästpassageexpedition. Collinson seglade genom Berings sund österut med Enterprise medan Robert McClure med Investigator seglade åt andra hållet. Han utforskade under slädfärder Banks land, Prins Alberts land och Victoria land och återvände hem efter tre arktiska övervintringar. Collinson blev viceamiral 1869 och amiral 1875. 
Hans bror utgav 1889 Journal of H.M.S. Enterprise.